# النور في عينيك
النور في عينيك (بالكورية: 눈이 부시게)؛ هو مسلسل تلفزيوني كوري جنوبي من بطولة جي مين هان،نام جوهيوك وسون هو جون، تم عرض المسلسل على قناة جاي تي بي سي في الفترة بين 11 فبراير حتى 19 مارس 2019.

## روابط خارجية
- النور في عينيك على موقع IMDb (الإنجليزية)
- النور في عينيك على موقع نتفليكس (الإنجليزية)
- النور في عينيك على موقع ليتربوكسد (الإنجليزية)
- النور في عينيك على موقع كينوبويسك (الروسية)
- النور في عينيك على موقع قاعدة بيانات الفيلم (الإنجليزية)